# 理解
理解（りかい、英語:Understanding）とは、
- 物事の道理を悟り、知ること[1]。また意味をのみこむこと[1]。
- （自分以外の人の）気持ちや立場をわかること[1]。

## 概説
認知心理学も研究している。記憶や学習などの概念と比較すると十分に解明されていない。
「理解は独立した現象ではなく、記憶や学習と密接な関係にあると考えられる。」
理解には段階がある。
例として文章理解について記す。
文章を理解するには、まず、書かれている文章の言語を理解できなくてはならない。英語なら英語、日本語なら日本語を、である。次に、書かれている一つ一つの文章の意味を正しく理解できる必要もある。
最後に、文章全体の構造を把握することも必要である。物語ならばストーリー、取扱説明書ならば手順全体を把握するなどである。さらに、取扱説明書では、実際にその手順を正しく行えるかどうかということが関係する。また、物語ならば登場人物の微妙な心理の変化などを把握できているかどうかということが関係して来る。
比喩的理解
ある概念をよく似た他の概念にたとえて理解すること。
分析的理解
複雑な概念を分解し、より単純な概念の集合体に還元して理解すること。
人工知能
人工知能の研究に用いられる理解についての理論として、ロジャー・シャンクによってCD理論が提唱された。

## 関連文献
- 佐伯胖『理解とは何か』東京大学出版会、2007
- ジョセフ・ショールズ『深層文化: 異文化理解の真の課題とは何か』大修館書店、2013